# Estação de Palaiseau
A Estação de Palaiseau é uma estação ferroviária francesa da linha de Sceaux, localizada na comuna de Palaiseau (departamento de Essonne).
É uma estação da Régie Autonome des Transports Parisiens (RATP) servida pelos trens da linha B do RER.

## História
Em 2019, 1 046 766 passageiros entraram nesta estação, o que a coloca na 54 posição das estações RER operadas pela RATP para sua utilização.

## Serviço aos passageiros

### Recepção
A passagem das vias é efetuada por uma passarela dotada de ascensores em substituição do posto ao serviço de 27 de julho de 1971 que substituiu um antigo cruzamento de tábuas.

### Ligação
É servida pelos trens da linha B do RER que circulam ao longo do ramal B4.

### Intermodalidade
A estação é servida pelas linhas 1, 14, Y e Z da rede de ônibus Paris-Saclay e, à noite, pela linha N122 da rede Noctilien que liga Paris (place du Châtelet) à estação Saint-Rémy-lès-Chevreuse.